# Chouteau (släkt)

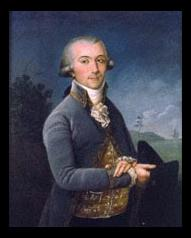
Pierre Laclède (1729-1778).

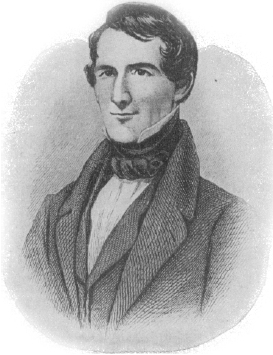
Pierre Chouteau, Jr. (1789-1865).

Chouteau är en amerikansk släkt med entreprenörer och pälshandlare av franskt ursprung. Släkten spelade en betydande roll i staden St. Louis och delstatens Missouris tidiga historia samt vid exploateringen av Missourifloden i början av 1800-talet.
1. Marie-Therese Bourgeois Chouteau (född i New Orleans 1733 - död i St. Louis 1814), släktens matriark och släktträdets rot. Hennes far, Nicholas Bourgeois, var av fransk och hennes mor, Marie Joseph Tarare, av spansk börd. Vid 15 års ålder blev hon bortgift med krögaren och bagaren Rene Auguste Chouteau, Sr.. De hade:
  1. Sonen René Auguste Chouteau, Jr., vanligen kallad Auguste Choteau (född omkring 1750 i New Orleans, död 1825 i St. Louis). Auguste blev uppfostrad av styvfadern (se nedan) och i hans tjänst deltog han som arbetsledare när den första bosättningen byggdes vid St. Louis 1764.
2. Marie-Therese övergav (eller övergavs av) sin man och började leva samman med pälshandlaren Pierre Laclède (född 1729 i Bedous, Frankrike, död 1778 nära Arkansasflodens mynning). Pierre fick i uppdrag av en New Orleansköpman att bygga ett handelsfaktori nära Mississippiflodens och Missouriflodens sammanflöden. När faktoriet var uppfört återvände han tillsammans med Marie-Therese till det samhälle han hade döpt till St. Louis efter kung Ludvig IX av Frankrike. Marie-Therese och Pierre hade fyra barn tillsamman. Eftersom skilsmässa inte förekom i det franska och spanska Louisiana, döptes dessa som barn till Marie-Thereses laglige make. Av dessa märks:
  1. Victoire Chouteau (född 1760, död 1825), gift med Charles Gratiot, Sr. (född 1758 i Lausanne, Schweiz, död 1817 i St. Louis) vilken var en framgångsrik entreprenör och finansiär. Han hade emigrerat från Schweiz till Montréal och senare flyttat vidare till Pays des Illinois, där han blev en framgångsrik köpman i Cahokia. St. Louis ökande betydelse gjorde att han flyttade dit 1781. Victoire och Charles hade tretton barn. Av dessa märks:
    1. Charles Gratiot, Jr., (född i St. Louis 1786, död där 1855), brigadgeneral och chef för ingenjörskåren. Ansvarade för anläggandet av Fort Meigs och Fort Monroe.
    2. Henry Gratiot (född i St. Louis 1789, död i Baltimore, Maryland 1836), påbörjade utvinningen av bly i södra Wisconsin, där han skapade vänskapliga kontakter med winnebagoindianerna och senare blev deras indianagent.

  2. Jean Pierre Chouteau, vanligen kallad Pierre Choteau, (född i New Orleans 1758, död i St. Louistrakten 1849), är mest känd för att som indianagent ha förhandlat fram fördraget i Fort Clark 1808 med osageindianerna. När St. Louis blev en stad 1810 valdes han till stadsstyrelsens förste ordförande och han kom att spela en stor roll i stadens kommunalpolitik. Pierre gifte sig i St. Louis 1783 med Pélagie Kiercereau (1767-1793). Bland deras barn märks:
    1. Auguste Pierre Chouteau (född i St. Louis 1786, död i Fort Gibson, nuvarande Oklahoma 1838), fick sin militära utbildning i West Point men lämnade armén 1807, nästan direkt efter att han fått ut sin officersexamen, för att delta i familjens affärsverksamhet som huvudsakligen innebar pälshandel med olika indianstammar, för hans del framför allt medosagerna. Han grundlade handelsfaktorier i nuvarande Oklahoma.
    2. Pierre Chouteau, Jr., också kallad Pierre Cadet Chouteau, (född 1789 i St. Louis, död i St. Louis 1865), följde i familjens fotspår genom handel med osagerna. Han drev också en blygruva i Dubuque, nuvarande Iowa fram till 1812 års krig. Han var bolagsman i Bernard Pratte and Company, ett bolag som var agent för American Fur Company och en pionjär för ångfartygstrafiken på Missourifloden. Han köpte 1834 American Fur Companys "Western Department" och kallade det Pratte, Chouteau & Company.[1] Han stödde senatorn Thomas Hart Benton från Missouri ekonomiskt.

  3. Jean Pierre Chouteau gifte om sig med Brigitte Saucier. De hade sonen:
    1. François Gesseau Chouteau (född i St. Louis 1797, död i nuvarande Kansas City, Missouri, 1838), grundade 1821 ett handelsfaktori vid vad som nu är Kansas City, Missouri, och han och hans hustru räknas som stadens första vita invånare. De finansierade byggandet av områdets första katolska kyrka.